# Dominik Strycharski
Dominik Strycharski (* 1975 in Bytom) ist ein polnischer Jazz- und Improvisationsmusiker (Blockflöte, Gesang, Komposition).

## Wirken
Strycharski ist als Musiker Autodidakt; er studierte Musikpädagogik an der Schlesischen Universität in Cieszyn. Er spielt seit 2005 in seiner eigenen Band Pulsarus, in der er zeitgenössischen Jazz mit Elektronik verknüpft und mehrere Alben vorlegte; der Kern von Pulsarus ist ein Trio mit Saxophonist Alexander Papierz und Schlagzeuger Jakub Rutkowski. Weitere eigene Gruppen sind Core6, Prophetic Fall und Organic Panic Quartett. Zusammen mit DJ CueFx arbeitete er als BandFx. Im Myriad Duo trat er mit Rafał Mazur auf. Auch schuf er als Soloprogramm Doministry und interpretierte Eric Dolphys Flötenwerk alleine auf der Blockflöte.
Strycharski hat weitere Alben mit Prophetic Fall, RHplus, Myriad Duo, Core6 und mit der Maz Klezmer Band veröffentlicht. Als Gast von Kostas New Progrram war er zwischen 2005 und 2008 an drei Alben von Kostas Georgakopulos beteiligt. Er arbeitete auch mit Agustí Fernández, mit Wacław Zimpels To Tu Orchestra, dem Trio RGG sowie mit Marcin und Bartłomiej Oleś.
Strycharski komponierte Theatermusik für zahlreiche Inszenierungen, u. a. im Schauspielhaus Graz. Als Komponist und Darsteller wirkt er im Theater Bretoncaffe in Warschau. Er schuf auch die Musik für den Dokumentarfilm Symfonia Fabryki Ursus von Jaśmina Wójcik.

## Preise und Auszeichnungen
2005 erhielt er auf dem Internationalen Festival der Puppentheater in Toruń einen Preis für den kreativen Einsatz neuer Technologien in der Musik. 2021 wurde er mit dem Paszport Polityki im Bereich Theater für seine oft live geschaffenen Klanglandschaften ausgezeichnet.

## Diskographische Hinweise
- Pulsarus: Digital Freejazz (Tone Industria 2005)
- Pulsarus: FAQ (Biodro Records 2009, mit Aleksander Papierz, Jakub Rutkowski sowie Mikołaj Trzaska, Adam Pierończyk)
- Prophetic Fall: Prophetic Fall (Not Two Records 2014, mit Ksawery Wójciński, Paweł Szpura)
- Pulsarus: Bee Itch (For Tune 2014, mit Tomasz Dąbrowski, Aleksander Papierz, Ray Dickaty, Stefan Orins, Jacek Mazurkiewicz, Jakub Rutkowski)
- Dominik Strycharski Core 6: Czôczkò (For Tune 2015, mit Wacław Zimpel, Ksawery Wójciński bzw. Zbigniew Kozera, Hubert Zemler bzw. Krzysztof Szmańda)
- Flauto Dolphy (Fundacja Sluchaj 2017)[2]
- Dominik Strycharski Core | Orkiestra Dęta Ursus: Symfonia Fabryki Ursus (Audio Cave 2021)
- Oleś Brothers & Dominik Strycharski: Koptycus (Audio Cave 2022)[4]
- RGG feat. Marta Grzywacz / Artur Majewski / Dominik Strycharski: October Suite (Fundacja Słuchaj, 2022)
- Ecsasty (Fundacja Słuchaj, 2024)